# Eustrotia minima
Eustrotia minima là một loài bướm đêm trong họ Noctuidae.